# Campoplex tarsalis
Campoplex tarsalis là một loài tò vò trong họ Ichneumonidae.